# فرودگاه منطقه‌ای نورث‌وست (آرکانزاس)
 فرودگاه منطقه‌ای نورث‌وست (آرکانزاس) (به انگلیسی: Northwest Arkansas Regional Airport) یک فرودگاه همگانی بهره‌برداری هوایی با کد یاتا XNA است که یک باند فرود بتن دارد و طول باند آن ۲۶۸۲ متر است. این فرودگاه در کشور ایالات متحده آمریکا قرار دارد و در ارتفاع ۳۹۲ متری از سطح دریا واقع شده است.

## شرکت‌های هواپیمایی و مقصدهای پروازی

### مسافری
| شرکت‌های هواپیمایی | مقصدهای پروازی                                                                            |
| ----------------- | ----------------------------------------------------------------------------------------- |
| الیجنت ایر        | مک‌کاران، اورلندو سنفورد فصلی: لس‌آنجلس                                                     |
| امریکن ایگل       | شارلوت داگلاس، اوهر شیکاگو، دالاس-فورت ورث، لس‌آنجلس، لاگواردیا، ملی رونالد ریگان واشینگتن |
| دلتا ایرلاینز     | هارتسفیلد-جکسون آتلانتا                                                                   |
| دلتا کانکشن       | هارتسفیلد-جکسون آتلانتا، سینسیناتی/کنتاکی شمالی، مینیاپولیس−سنت پل، لاگواردیا             |
| یونایتد اکسپرس    | اوهر شیکاگو، دنور، جرج بوش، لیبرتی نیوآرک، سانفرانسیسکو                                   |